# ADN satélite
El ADN satélite es una secuencia de ADN en la que fragmentos muy grandes de ADN no codificante se repiten en tándem. El ADN satélite es el componente principal de los centrómeros funcionales y constituye el principal componente estructural de la heterocromatina.
El nombre «ADN satélite» se refiere al fenómeno de que las repeticiones de una secuencia corta de ADN tienden a producir una frecuencia diferente de las bases adenina, citosina, guanina y timina, y por lo tanto tienen una densidad diferente del ADN en masa, de modo que forman un segundo o banda «satélite» cuando el ADN genómico se separa en un gradiente de densidad.

## Longitud
Un patrón repetido puede tener entre un par de bases de largo (una repetición de mononucleótidos) y varios miles de pares de bases de largo y el tamaño total de un bloque del ADN satélite puede ser de varias megabases sin interrupción. Se han descrito unidades de repetición largas que contienen dominios de segmentos repetidos más cortos y mononucleótidos (1-5 pb), dispuestos en grupos de microsatélites, en los que se agruparon las diferencias entre las copias individuales de las unidades de repetición más largas. La mayoría del ADN satélite está localizado en la región telomérica o centromérica del cromosoma. La secuencia de nucleótidos de las repeticiones está bastante bien conservada entre especies. Sin embargo, la variación en la duración de la repetición es común. Por ejemplo, el ADN satélite de una región corta (1-5 kb) de elementos repetitivos con longitud es de nueve nucleótidos. Mientras que se considera que los microsatélites en secuencias de ADN tienen una longitud de 1-8 nucleótidos. La diferencia en cuántas de las repeticiones está presente en la región (longitud de la región) es la base para la toma de huellas digitales de ADN.

## Origen
Se cree que los ADN satélite se originaron por el deslizamiento de las polimerasas durante la replicación del ADN. Esto proviene de la observación de que los alelos en microsatélites generalmente son polimórficos de longitud; específicamente, las diferencias de longitud observadas entre los alelos de microsatélites son generalmente múltiplos de la longitud unitaria repetida.

## Mutaciones
La expansión de ADN satélite (expansión de tripletes) durante la transcripción interrumpirá la síntesis adecuada de proteínas cuando esta se repita en par de bases, lo que puede provocar enfermedades como la distrofia miotónica de Steinert.